# Chomýž
Chomýž (en allemand : Komeisch) est une commune du district de Kroměříž, dans la région de Zlín, en République tchèque. Sa population s'élevait à 358 habitants en 2025.

## Géographie
Chomýž se trouve à 6 km au sud-ouest de Bystřice pod Hostýnem, à 16 km au nord de Zlín , à 20 km au nord-est de Kroměříž et à 245 km à l'est-sud-est de Prague.
La commune est limitée par Bystřice pod Hostýnem au nord, par Brusné à l'est, par Holešov au sud et par Jankovice à l'ouest.

## Histoire
La première mention écrite du village date de 1365.

## Patrimoine

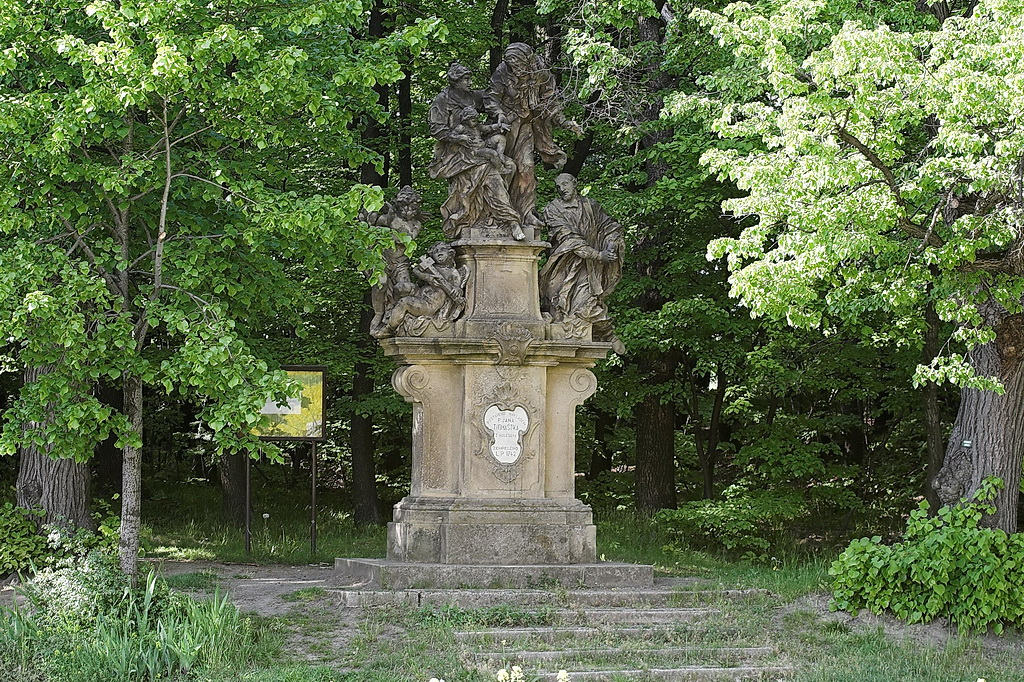
Chomýž : statue de sainte Anne.
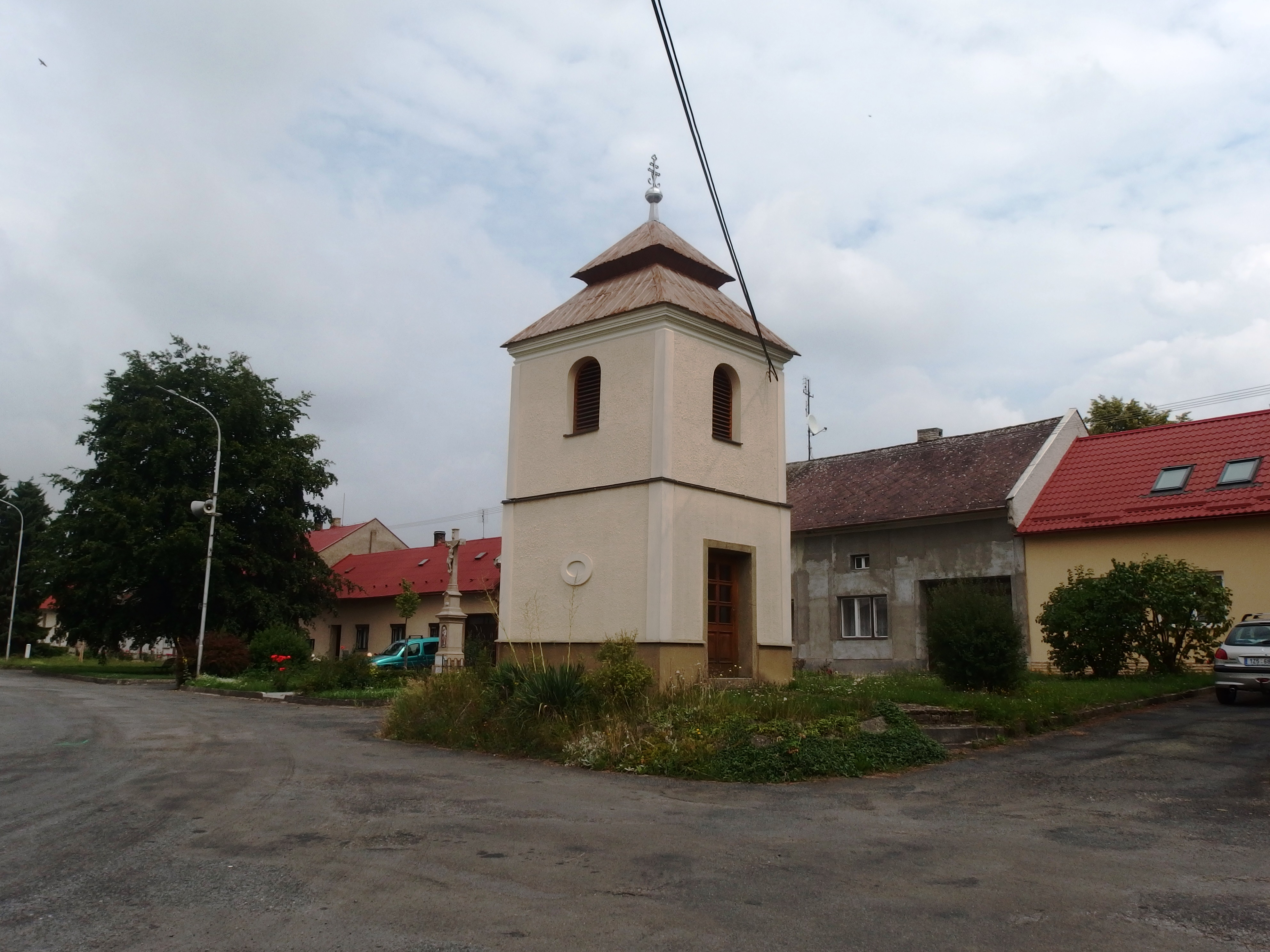
Chomýž : le beffroi.

## Transports
Par la route, Chomýž se trouve à 6 km de Bystřice pod Hostýnem, à 24 km de Zlín, à 26 km de Kroměříž, à 87 km de Brno et à 293 km de Prague.